# Nikola Pančić
Nikola Pančić (u mađarskim dokumentima: Páncsics Miklós) (Gara, 4. veljače 1944. – Budimpešta, 7. kolovoza 2007.) je bio legendarni mađarski nogometni reprezentativac. Igrao je u obrani. Rodom je bio bunjevački Hrvat.
Rodio se 1944. u bačkom selu Gari. 
Nogometom se bavio od 1963., a prvi klub mu je bio Ferencváros.
Već sljedeće godine je osvojio mađarsko prvenstvo, a uspjeh je ponovio 1967. i 1968. godine. Mađarski kup je osvojio u sezoni 1971/72. 
Osvojio je Kup velesajamskih gradova 1964./65.
Za Ferencváros je odigrao 323 službene utakmice.
1980-ih je postao dužnosnik u Mađarskomkg nogometnom savezu. Predsjednik je bio od 1981. do 1984., a nakon toga glavni tajnik. 
U nogometnoj sekciji Ferencvárosa je bio direktor-menadžer od 1997. do 2000.

## Nagrade
- 1972.: nogometaš godine
- 2008.: Od 21. lipnja 2008. ulica u njegovom rodnom selu nosi njegovo ime.